# Oranda

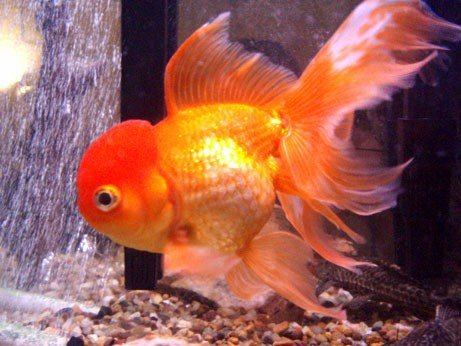

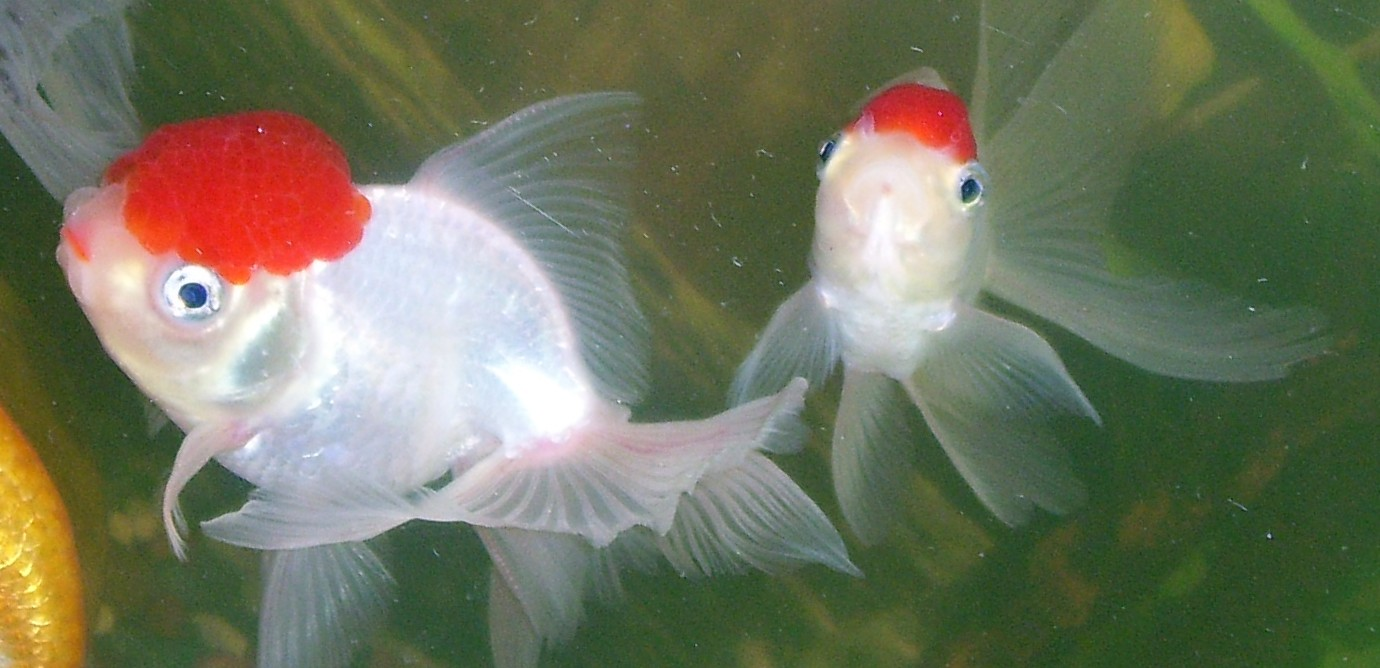
najbardziej cenna odmiana orandy

Oranda – odmiana hodowlana chińskiej populacji złotej rybki wywodzącej się od jednego z podgatunków karasia złocistego – Carassius auratus auratus, w hodowli akwarystycznej popularnie zwanymi welonami.

## Opis
Odmiana ta jest typem innej odmiany złotej rybki lwiej główki, przy czym różnica pomiędzy nimi jest posiadanie przez orandę płetwy grzbietowej.
Cechą charakterystyczną dla tej odmiany jest narośl występująca na głowie, przybierająca większą lub mniejszą formę. Do najbardziej cenionych przez hodowców jest odmiana posiadająca narośl okalającą całą górną powierzchnię głowy.
Ubarwienie orandy jest różnorodne. Występują w kolorach: biały, brązowy, czerwony, czarny, fioletowy, pomarańczowy, różowy, srebrny. Występują również pod postacią dwukolorową, czarno-białą (panda).
Najbardziej cenione przez hodowców są odmiany o białym ciele i czerwonych naroślach na głowie.